# バリー・シーン

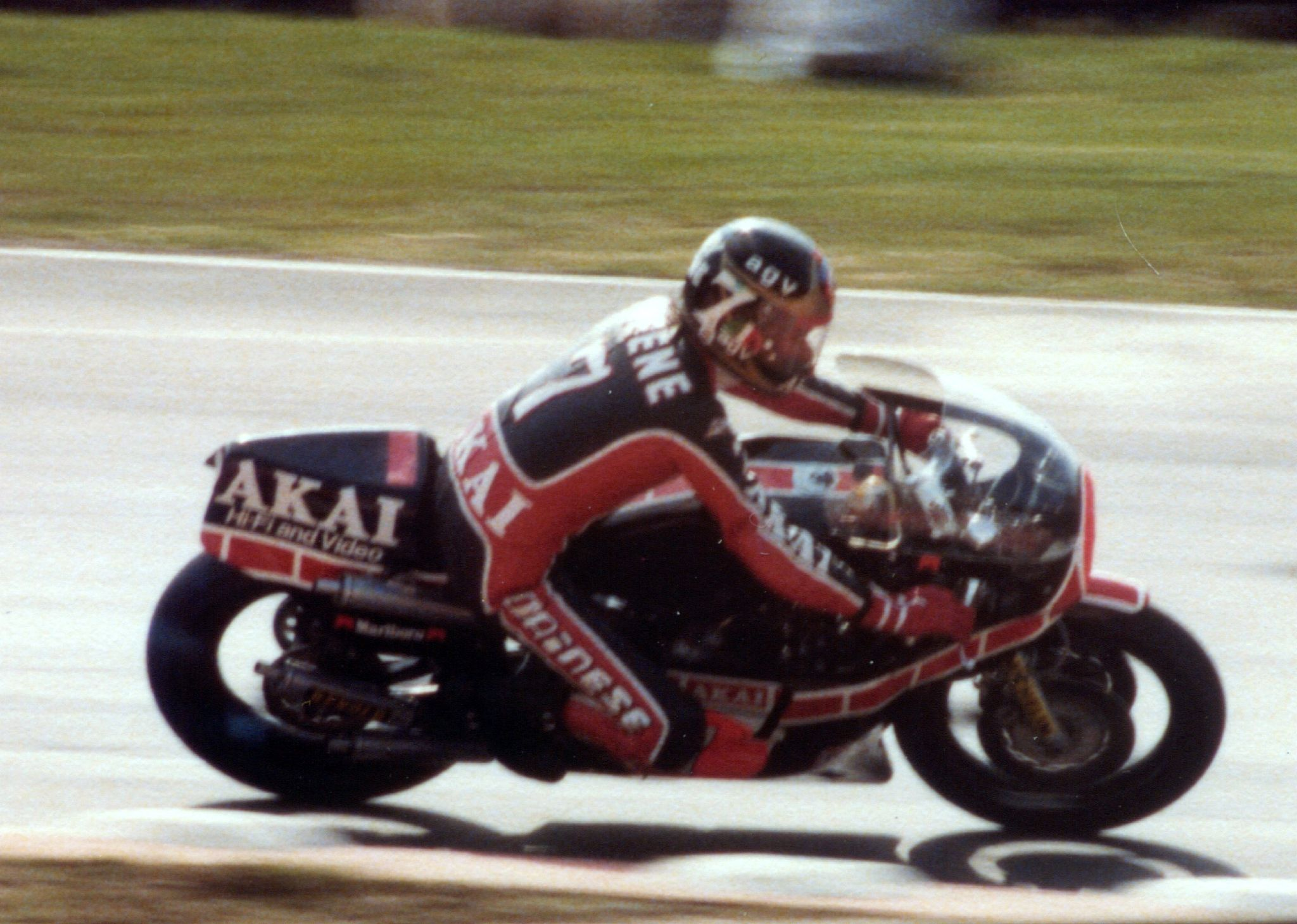
バリー・シーン

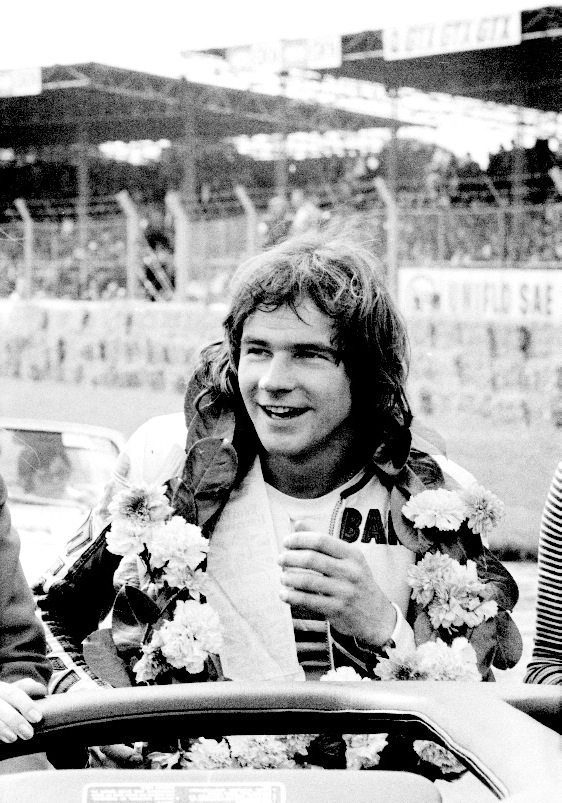
バリー・シーン（1975年）

バリー・シーン（Barry Sheene MBE、1950年9月11日 - 2003年3月10日）は、イギリス出身のモーターサイクル・ロードレーサー。ゼッケン7とドナルドダックが描かれたヘルメットがトレードマークだった。ロードレース世界選手権（世界GP）で23勝を挙げた（GP500・19勝、GP125・3勝、GP50・1勝）。2023年現在、世界GPの最高峰クラスでチャンピオンになった最後のイギリス人ライダーである。MotoGP殿堂入り。

## 経歴
1974年にスズキと契約。
1975年にアメリカのデイトナスピードウェイで250km/h以上のスピードで転倒。瀕死の重傷を負ったものの、同年末には世界GPレースに復帰して500ccクラスで初優勝を遂げる。
1976年と1977年、スズキが初めて500ccクラスに投入したスクエア型4気筒ワークスマシンRG500に乗り、2年連続で世界GP500ccクラスチャンピオンになった。
1980年にスズキを離れヤマハと契約。当時ヤマハのエースだったケニー・ロバーツに対抗する。ロバーツには最新型マシンが与えられたが、シーンはプライベーターとしてのエントリーだったこともあり、市販TZ500で参戦することとなった。その後、81年シーズンからはファクトリーマシンのYZRが与えられたが、ロバーツが前年のシーズン後半に乗った両外側気筒が後方排気の直列4気筒マシン(つまり旧型)があてがわれた。しかしながら、81年第4戦フランス(ポールリカール)からロバーツと同等の最新型スクエア4YZR(OW54)が与えられることとなった。このようにチャンピオン経験者でありながら最新型ファクトリーバイクが与えられるタイミングが遅れた理由の一つとして当時語られた噂があった。それはシーンが実際には以前と違って今回のシーンのヤマハとの契約はプライベーター資格だからである。(81年シーズンのカラーリングはロバーツと同じヤマハファクトリーのストロボカラーだが、ヤマハ本社のGP参戦体制がロバーツ1人だけがファクトリーライダーと決まっており、それに合わせた予算繰りになっていたことに合わせて、シーン自身が結成したチームであったことも"ファクトリーマシンを貸与する"という形にしか出来なかったためである。
1982年には、同じくプライベーター資格ながら前年度実績があること、さらに新スポンサーにJPSタバコが付き、チーム体制も準ファクトリーとなった。マシンも新しくOW60が与えられた。開幕戦のアルゼンチンではロバーツと同じ最新型マシンだった。
(第2戦オーストリアからはロバーツが新型V4のOW61にスイッチ)前述の開幕戦アルゼンチンではロバーツとともに1-2フィニッシュを決め、マシンもロバーツのOW61よりも型遅れとはいえ、前年から開発が続いているOW60の調子も安定しており成績も安定していた。一方のロバーツは、まだ開発が不十分なOW61で2勝を挙げながらも成績は不安定であり、これなら世界チャンピオン返り咲きも十分可能かと思われた。しかしロバーツと同じ最新型OW61が与えられたイギリスGPの練習走行で転倒していたマシンに激突し、またも瀕死の重傷を負ってしまったため、夢は絶たれる結果となった。
その後、ヤマハから再びスズキに移籍したが1984年限りで世界GPを引退する。
引退後にイギリスからオーストラリアへ移住。4輪レースに出場したほか、レース解説者として活躍することも多かった。彼の知名度の高さを示す逸話として、英国からのファンレターが「オーストラリア、海の近く、バリー・シーン様」という宛名だけで届いたという。
2003年に食道癌によりゴールドコースト市内の病院で死去。52歳没。生前は愛煙家だったと言われ、それが癌の原因と見られている。

## エピソード
- 世界GPのチャンピオンはゼッケン1を付けるのが慣例だが、シーンは1976年のチャンピオン獲得時のゼッケン7にこだわり、ゼッケン1を付ける権利のあった1977年と1978年もゼッケン7のままだった。その後もシーンはゼッケン7をずっとトレードマークにしていた。[6]
- ゼッケン7はブリティッシュスーパーバイク選手権永久欠番。
- レースでの活躍により、英国王室より大英帝国勲章（Member of the British Empire）を授けられた[7]。
- ライダーとしての実績が高かっただけではなく、ファンやマスコミに対して積極的なピーアール活動を行い、モーターサイクルレースの魅力を世に知らしめることにも熱心だった。その結果、映画や音楽のスターと同等の人気と知名度を得るに至り、英国において最も有名なライダーと称されている[8]。
- 瀕死の重傷から二度にわたって復帰したため、勇気あるスポーツマンという評価も与えられていた。骨折した部位を補強する目的で身体中に金属プレートが埋め込まれており、たとえ裸であっても空港の金属探知機に反応してしまうという逸話もあった[9]。
- 現役時代にはライバル選手や所属メーカーを舌鋒鋭く批判したり揶揄したりすることも多く、批判されたり反感を買ったりすることも多かった。同じイギリス出身の先輩ライダーでライバルだったフィル・リードの妻と不倫騒動を起こすなど、スキャンダラスな行動でも知られた。こういった奔放さが人気と知名度を高めた一方、いわゆる敵が多い人物だったと評されることも多い。
- 引退後に自ら主演した自伝映画『ザ・ライダー』が制作され、日本でも公開された[10]。
- 元妻は、ペントハウスペットでアダルトモデル出身のステファニー・マクレーンで、子供を2人もうけている。
- 2020年6月にオーストラリアの自宅を転売。

## 戦績

### ロードレースイギリス選手権
- 1969年 - 125ccチャンピオン
- 1970年 - 125ccチャンピオン

### ロードレース世界選手権
1969年から1987年までのポイントシステム
| 順位     | 1  | 2  | 3  | 4 | 5 | 6 | 7 | 8 | 9 | 10 |
| ポイント | 15 | 12 | 10 | 8 | 6 | 5 | 4 | 3 | 2 | 1  |

- 凡例
- ボールド体のレースはポールポジション、イタリック体のレースはファステストラップを記録。

| 年   | クラス | マシン       | 1      | 2      | 3      | 4      | 5      | 6      | 7       | 8       | 9       | 10      | 11      | 12      | 13    | ポイント | 順位 | 勝利数 |
| ---- | ------ | ------------ | ------ | ------ | ------ | ------ | ------ | ------ | ------- | ------- | ------- | ------- | ------- | ------- | ----- | -------- | ---- | ------ |
| 1970 | 125cc  | スズキ       | GER -  | FRA -  | YUG -  | IOM -  | NED -  | BEL -  | DDR -   | TCH -   | FIN -   | ULS -   | ITA -   | SPA 2   |       | 12       | 13位 | 0      |
| 1971 | 50cc   | クライドラー | AUT -  | GER -  |        | NED -  | BEL -  | DDR -  | TCH 1   | SWE 4   |         |         | ITA -   | SPA -   |       | 23       | 6位  | 1      |
| 1971 | 125cc  | スズキ       | AUT 3  | GER -  | IOM NC | NED 2  | BEL 1  | DDR 2  | TCH 3   | SWE 1   | FIN 1   |         | ITA 3   | SPA 3   |       | 79       | 2位  | 3      |
| 1971 | 250cc  | デルビ       | AUT -  | GER -  | IOM -  | NED -  | BEL -  | DDR 6  | TCH -   | SWE -   | FIN -   | ULS -   | ITA -   | SPA -   |       | 5        | 33位 | 0      |
| 1972 | 250cc  | ヤマハ       | GER -  | FRA -  | AUT 4  | ITA -  | IOM -  | YUG -  | NED -   | BEL -   | DDR -   | TCH -   | SWE -   | FIN -   | SPA 3 | 18       | 13位 | 0      |
| 1974 | 500cc  | スズキ       | FRA 2  | GER -  | AUT 3  | ITA -  | IOM -  | NED -  | BEL -   | SWE -   | FIN -   | TCH 4   |         |         |       | 30       | 6位  | 0      |
| 1975 | 500cc  | スズキ       | FRA -  | AUT -  | GER -  | ITA -  | IOM -  | NED 1  | BEL DNF | SWE 1   | FIN -   | TCH -   |         |         |       | 30       | 6位  | 2      |
| 1976 | 500cc  | スズキ       | FRA 1  | AUT 1  | ITA 1  | IOM -  | NED 1  | BEL 2  | SWE 1   | FIN -   | TCH -   | GER -   |         |         |       | 72       | 1位  | 5      |
| 1977 | 500cc  | スズキ       | VEN 1  | AUT -  | GER 1  | ITA 1  | FRA 1  | NED 2  | BEL 1   | SWE 1   | FIN 6   | TCH -   | GBR NC  |         |       | 107      | 1位  | 6      |
| 1978 | 500cc  | スズキ       | VEN 1  | SPA 5  | AUT 3  | FRA 3  | ITA 5  | NED 3  | BEL 3   | SWE 1   | FIN NC  | GBR 3   | GER 4   |         |       | 100      | 2位  | 2      |
| 1979 | 500cc  | スズキ       | VEN 1  | AUT 12 | GER NC | ITA 4  | SPA NC | YUG NC | NED 2   | BEL DNS | SWE 1   | FIN 3   | GBR 2   | FRA 1   |       | 87       | 3位  | 3      |
| 1980 | 500cc  | ヤマハ       | ITA 7  | SPA 5  | FRA NC | NED NC | BEL -  | FIN -  | GBR NC  | GER -   |         |         |         |         |       | 10       | 15位 | 0      |
| 1981 | 500cc  | ヤマハ       | AUT 4  | GER 6  | ITA 3  | FRA 4  | YUG 5  | NED NC | BEL 4   | RSM 2   | GBR NC  | FIN NC  | SWE 1   |         |       | 72       | 4位  | 1      |
| 1982 | 500cc  | ヤマハ       | ARG 2  | AUT 2  | FRA -  | SPA 2  | ITA -  | NED 3  | BEL 2   | YUG 3   | GBR DNS | SWE INJ | RSM INJ | GER INJ |       | 68       | 5位  | 0      |
| 1983 | 500cc  | スズキ       | RSA 10 | FRA 7  | ITA 9  | GER NC | SPA -  | AUT 13 | YUG 13  | NED NC  | BEL -   | GBR 9   | SWE NC  | RSM NC  |       | 9        | 14th | 0      |
| 1984 | 500cc  | スズキ       | RSA 3  | ITA NC | SPA 7  | AUT 10 | GER 10 | FRA 5  | YUG 7   | NED NC  | BEL 9   | GBR 5   | SWE NC  | RSM NC  |       | 34       | 6位  | 0      |

## 関連文献
- マイケル・スコット『バリー・シーン : A will to win』ライダースクラブ／枻(エイ)出版社、1986年、国立国会図書館 蔵